# Run Like Hell
"Run Like Hell" er en sang fra Pink Floyds album The Wall fra 1979.

## Plot
Lige som de andre sange på The Wall, fortæller "Run Like Hell" en del af historien om rockstjernen Pink. Pink er på dette tidspunkt fanget i en vrangforestilling om, at han er en fascistisk diktator, og hans publikum er hans lydelige fodsoldater. Han beordrer nu sine tropper ud i de omkringliggende nabolag for at overfalde minoritetsgrupper. 
| Musik | Spire Denne musikartikel er en spire som bør udbygges. Du er velkommen til at hjælpe Wikipedia ved at udvide den. |